# Sutin Chaikitti
Sutin Chaikitti (Chaiyaphum, 1955-Bangkok, 18 de enero de 2016) fue un futbolista tailandés que jugaba en la demarcación de lateral derecho.

## Selección nacional
Jugó un total de 34 partidos con la selección de fútbol de Tailandia. Hizo su debut el 22 de junio de 1981 en un partido de la Copa del Presidente de Corea del Sur contra Malta, partido que finalizó con un resultado de 0-2 a favor del conjunto maltés. Además llegó a disputar la clasificación para la Copa Mundial de Fútbol de 1986. Su último partido con la selección lo jugó el 4 de diciembre de 1991 en un partido de los Juegos del Sudeste Asiático contra Indonesia, encuentro que finalizó con un resultado de empate a cero.

## Clubes
| Club          | País      | Año         | Partidos | Goles |
| ------------- | --------- | ----------- | -------- | ----- |
| Raj Pracha FC | Tailandia | 1976 - 1997 |          |       |

## Palmarés

### Campeonatos nacionales
| Título               | Club          | País      | Año  |
| -------------------- | ------------- | --------- | ---- |
| Copa Real Kor        | Raj Pracha FC | Tailandia | 1980 |
| Copa Real Kor        | Raj Pracha FC | Tailandia | 1982 |
| Copa FA de Tailandia | Raj Pracha FC | Tailandia | 1985 |
| Copa FA de Tailandia | Raj Pracha FC | Tailandia | 1992 |

### Campeonatos internacionales
| Título                      | Club                             | País      | Año  |
| --------------------------- | -------------------------------- | --------- | ---- |
| Juegos del Sudeste Asiático | Selección de fútbol de Tailandia | Tailandia | 1981 |
| Juegos del Sudeste Asiático | Selección de fútbol de Tailandia | Tailandia | 1983 |
| Juegos del Sudeste Asiático | Selección de fútbol de Tailandia | Tailandia | 1985 |